# 정태수 (가수)
정태수(본명: 정일환)는 대한민국의 가수이다.

## 학력
- 학다리고등학교
- 서울예술대학교 연기학과 중퇴

## 음반
- 1997년 40대 부르스
- 2000년 쌓인정
- 2009년 나의 노래
- 2013년 주인공
- 2015년 눈 한번 딱 감고